# Трансимпекс-Рось-2
«Трансимпекс-Рось-2» — украинский футбольный клуб из Терезино. В 1995 году выступал в третьей лиге чемпионата Украины как фарм-клуб белоцерковской «Трансимпекс-Роси».

## Прежние названия
- до 1995: «Трансимпекс» (Вишнёвое)
- 1995: «Трансимпекс-Рось-2» (Терезино)

## История
В сезоне 1993/94 года команда «Трансимпекс» из города Вишнёвое Киевская область заняла первое место в третьей зоне Любительской лиги Украины. Этот успех дал право команде выступать на профессиональном уровне.
Сезон 1994/95 года команда начала в третьей лиге под своим названием «Трансимпекс». После первого круга команда объединилась с белоцерковской «Росью» и продолжила выступления в третьей лиге как её фарм-клуб, под названием «Трансимпекс-Рось-2». Тогда же клуб переехал в Терезино Киевской области. Однако и эта команда не смогла завершить чемпионат. После нескольких неявок на матчи, возникла угроза исключения команды из числа участников соревнований.
Подставил плечо «Восход» (Славутич), которому «Трансимпекс-Рось-2» уступила своё место в розыгрыше за 4 тура до его завершения 18 июня 1995 года. Таким образом результаты выступлений обеих команд-предшественниц засчитали «Восходу». Это уникальный случай в украинском футболе.

## Выступления в чемпионате Украины
| Сезон   | Лига   | Команда                         | И  | В | Н | П  | М     | О  |
| ------- | ------ | ------------------------------- | -- | - | - | -- | ----- | -- |
| 1994/95 | Третья | «Трансимпекс» (Вишнёвое)        | 21 | 8 | 6 | 7  | 23−20 | 30 |
|         |        | «Трансимпекс-Рось-2» (Терезино) | 17 | 5 | 2 | 10 | 8−25  | 17 |

## Достижения
- Победитель группы любительской лиги — 1994.